# (29861) 1999 FV36
1999 أف في 36 (ويعرف أيضًا باسم (29861) 1999 أف في 36 وفق تسمية الكوكب الصغير) (بالإنجليزية: 1999 FV36)‏ هو كويكب ضمن حزام الكويكبات؛ وترتيبه 29861 من حيث الاكتشاف.
اكتُشف هذا الجُرم الفلكي بواسطة بحث لنكولن عن الكويكبات القريبة من الأرض في 20 مارس 1999.

## وصلات خارجية
- (29861) 1999 FV36 في قاعدة بيانات مختبر الدفع النفاث لأجرام النظام الشمسي الصغيرة

- الاكتشاف · مخطط المدار ·  العناصر المدارية · المعلمات المادية

- (29861) 1999 FV36 على موقع ويكي سكاي: DSS2, SDSS, GALEX, IRAS, Hydrogen α, X-Ray, Astrophoto, Sky Map, Articles and images